# Daniel Düsentrieb
Daniel Düsentrieb (englischer Originalname Gyro Gearloose) ist eine Comicfigur der Walt Disney Company, die von Carl Barks erfunden wurde und 1952 das erste Mal in einem Comic erschien.
Er hat die Gestalt eines anthropomorphen Huhns, ist Diplom-Ingenieur und von Beruf Erfinder, wobei er immer wieder seine Genialität und seinen Einfallsreichtum unter Beweis stellt.
Die Alliteration „Daniel Düsentrieb“ stammt von der deutschen Übersetzerin Erika Fuchs. Der Originalname Gyro Gearloose ist mehrdeutig – Gyro bedeutet Kreisel im Sinne von „Gyroskop“ (englisch gyroscope), Gearloose kann man als „Leerlauf“ oder „lockeren Keilriemen“ übersetzen, es kann aber auch als „lockeres Zahnrad“ und damit als Anspielung auf die Redewendung to have a screw loose (dt. „eine Schraube locker haben“) verstanden werden.
Daniel Düsentriebs Wahlspruch in den deutschen Ausgaben, „Dem Ingeniör ist nichts zu schwör“, stammt ursprünglich aus dem Ingenieurlied von Heinrich Seidel („Dem Ingenieur ist nichts zu schwere“).

## Entstehung
Daniel Düsentrieb taucht das erste Mal im Mai 1952 in einem Comic auf, doch eine ähnliche Gestalt kam bereits 1937 in einem Trickfilmentwurf von Interior Decorators vor. Barks steuerte für den Film zwei Entwürfe bei. Eine Figur wurde zu Franz Gans, die andere wurde seinerzeit nicht verwendet, bildete jedoch später die Grundlage für Daniel Düsentrieb. Als Barks für die Geschichte Eine peinliche Enthüllung (Gladstone’s Terrible Secret) in Heft 140 der Reihe Walt Disney’s Comics and Stories eine Figur benötigte, ließ er auf fünf Bildern Daniel Düsentrieb vorbeihopsen. Düsentrieb versuchte hier, mithilfe einer Hüpfstelze und eines umgeschnallten Butterfasses Sahne in Butter zu verwandeln.
1956 wurde Daniel Düsentrieb in einer vierseitigen Geschichte für die Uncle-Scrooge-Hefte erstmals zur Hauptfigur. 1962 erhielt er eine eigene Heftreihe, die allerdings schnell wieder eingestellt wurde.
Barks meinte später: „Hätte ich gewusst, dass ich einmal ein eigenes Heft mit Düsentrieb-Geschichten machen würde, hätte ich ihn nur etwa so groß wie Donald oder Dagobert gemacht. Dann wäre er leichter zu zeichnen gewesen. Er war ein großer, schlaksiger Hühnervogel, der nicht so einfach in die Bilder mit den Enten hineinpasste.“

## Biografie
Daniel Düsentriebs Vater hieß Dübel Düsentrieb (Fulton Gearloose) und führte in Entenhausen ein kleines Reparaturgeschäft. Sein Großvater Dankwart Düsentrieb (Ratchet Gearloose) war wie er Erfinder und arbeitete schon damals für Dagobert Duck.
Nach den Geschichten von Don Rosa ist Daniel Düsentrieb 1914 in Entenhausen geboren.

## Charakterisierung

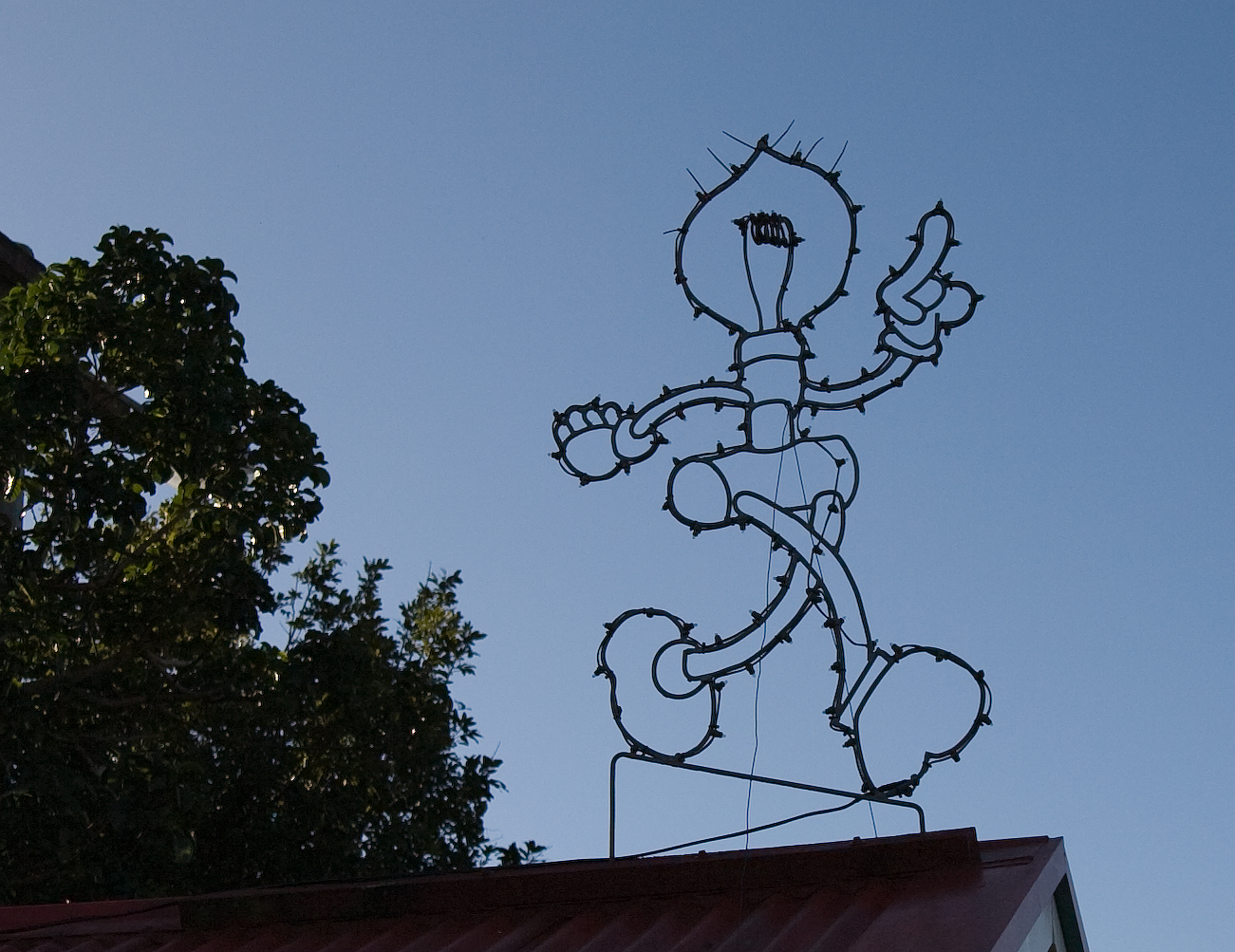
Das Helferlein von Daniel Düsentrieb

Daniel Düsentrieb macht seine Erfindungen aus Freude an der Arbeit statt aus finanziellem Interesse und passt in das Klischee des Garagenerfinders. Seine Erfindungen verkauft er oft stark unter ihrem Wert. Er hat „nützliche“ Sachen wie den Brotschmierapparat, die Dunkelbirne, das tragbare Loch oder das Telefon mit eingebautem Bügeleisen erfunden, kann aber auch leicht innerhalb einer Woche ein überlichtschnelles Raumschiff konstruieren und weist in diesem Zusammenhang auch noch die Existenz von Tachyonen nach. Für Dagobert und Donald Duck – besonders für dessen Alter Ego Phantomias – hat er immer die richtige Erfindung parat, und wenn es mal etwas hakt, hilft ihm sein kleiner, selbstgebauter und über künstliche Intelligenz verfügende Roboter Helferlein (Little Helper oder nur Helper).
Im Gegensatz zu Donald Duck oder Dagobert Duck stand die Persönlichkeit von Daniel Düsentrieb schon von Anfang an fest – ein etwas weltfremder und zerstreuter, aber genialer Erfinder, dessen Maschinen und Erfindungen allerdings oft anders arbeiten als geplant – er „will stets das ‚Gute‘, schafft meistens nur ‚Böses‘“. Ein weiterer Ausspruch von ihm lautet: „Besser gut abgeschaut als schlecht selber gebaut.“
Die Figur Daniel Düsentrieb spiegelt ein wenig Carl Barks wider, der selbst gerne Erfinder geworden wäre. Anfangs stammten alle Erfindungen Düsentriebs von Barks.

## Serienauftritte
Daniel Düsentrieb ist in den Serien DuckTales – Neues aus Entenhausen und DuckTales eine Nebenfigur.

## Medien
Der Name Daniel Düsentrieb steht heute im deutschsprachigen Raum als Synonym für den genialen, etwas schusseligen Erfinder. So hat die Technische Universität Hamburg zusammen mit dem Verein Deutscher Ingenieure (VDI) einen Daniel-Düsentrieb-Wettbewerb ausgeschrieben, der jährlich einen Preis an Schulen verliehen hat.

## Name in anderen Ländern
Außerhalb der deutschsprachigen Länder hat Düsentrieb die folgenden Namen:
- Arabische Länder: عبقرينو („Abqarino“)
- Argentinien: Pardal, Giro Sintornillos
- Brasilien und Portugal: Prof. Pardal („Professor Speer“)
- Bulgarien: Жиро Конструиро („Gyro Konstrukt“), Хари Хлопдъск („Harry Barmy“).
- Lateinamerika: Giro Sintornillos („Giro Schraubelocker“)
- China: 吉羅 吉爾魯斯 / 吉罗 吉尔鲁斯 („Jíluó Jí’ěrlǔsī“)
- Kroatien: Izumitelj („Erfinder“) Mudrić
- Tschechien: Šikula
- Dänemark: Georg Gearløs
- Estland: Leidur Leo („Erfinder Leo“)
- Finnland: Pelle Peloton („Pelle Furchtlos“)
- Frankreich: Géo Trouvetou(t), Gyro Sanfrein („Geo Findet-alles“, „Gyro Ohne-Bremsen“)
- Griechenland: Κύρος Γρανάζης („Cyrus Gear“)
- Ungarn: Szaki Dani/Lökhajtay Dániel
- englischsprachige Länder: Gyro Gearloose („Gyro Zahnradlocker“, „Gyro Ganglos“)
- Island: Georg Gírlausi
- Indonesien: Lang Ling Lung
- Italien: Archimede Pitagorico („Archimedes“, „Pythagoras“)
- Japan: ジャイロ・ギアルース („Jairo Giarūsu“)
- Korea: 자이로 기어루스 („Jailo Gieoluseu“)
- Lettland: Bruno Bezbremze
- Litauen: Sriegas Bevaržtis
- Mexiko: Ciro Peraloca („Ciro Verrückte Birne“)
- Norwegen: Petter Smart
- Niederlande: Willie Wortel („Will Quadratwurzel“, „Will Rübe“)
- Peru: Ciro Peraloca
- Polen: Diodak („Diode Huhn“)
- Russland: Винт Разболтайло („Schraube Locker arbeitet“)
- Serbien: Прока Проналазач
- Slowakei: Gyro Vynálezca
- Slowenien: Professor Umnik
- Spanien: Ungenio Tarconi („EinGenie Tarconi“)
- Schweden: Oppfinnar-Jocke („Erfinder-Jocke“)
- Türkei: Sivrizekâ
- Usbekistan: Ixtirochi Vint („Schraube Locker arbeitet“)
- Ukraine: Гвинт Недокрут („Schraube unterdreht“)